# Hororová videohra
Hororová videohra je videoherní žánr založený na hororu, jehož hlavním cílem je v hráči vyvolat pocity strachu. Pojem hororová hra může někdy také označovat hororově laděné stolní hry. Na rozdíl od většiny videoher, které jsou založeny na svém gameplay, je ústřední podstatou hororových videoher prostřední, ve kterém se odehrávají, a to, jak na hráče působí. Klíčová je tedy zpravidla audiovizuální prezentace průchodu videohrou namísto herní mechaniky jako takové.
Existuje celá řada různých podžánrů hororových videoher:
- Akční horor
- Survival horor
- Psychologický horor
- Jump scare horor
- Reverzní horor

Mezi nejpopulárnější hororové videohry patří tituly jako Amnesia, Resident Evil, Outlast, Alan Wake 2, Alien: Isolation, The Walking Dead, Silent Hill, R.E.P.O., Lethal Company, Dead Space, Little Nightmares, The Mortuary Assitant, Phasmophobia, Dead by Daylight nebo Until Dawn.